# Автострада A17 (Італія)
Автострада A17 була італійською автострадою, яка сполучала Неаполь з Барі. Ділянка від Неаполя до Канози пізніше була перейменована на Автостраду A16, а ділянку, що з'єднує Канозу з Барі, була інтегрована в Автостраду A14.
Причини перейменування ділянки Неаполь на Каноза незрозумілі, однак склалася міська легенда, згідно з якою через високу аварійність ділянки її було перейменовано, щоб розвіяти нещастя, викликане числом 17, яке означає невдача в Італії. Після виведення з експлуатації A17 ніколи не використовувався для жодної іншої італійської автостради.